# NGC 2648
NGC 2648 is een spiraalvormig sterrenstelsel in het sterrenbeeld Kreeft. Het hemelobject werd op 19 maart 1784 ontdekt door de Duits-Britse astronoom William Herschel.

## Synoniemen
- UGC 4541
- MCG 2-22-5
- ZWG 60.35
- Arp 89
- KCPG 168A
- PGC 24464